# Henrique Adriano Buss
Henrique Adriano Buss (* 14. října 1986, Marechal Cândido Rondon, Brazílie), známý také jako Henrique, je bývalý brazilský fotbalový obránce.
Koncem ledna 2014 přestoupil z Palmeiras do Neapole, podepsal smlouvu na 3,5 roku.

## Reprezentační kariéra
V brazilském A-týmu debutoval 6. 6. 2008 v přátelském zápase v USA proti Venezuele (porážka 0:2).
Trenér Luiz Felipe Scolari jej vzal na Mistrovství světa 2014 v Brazílii. Brazilci obsadili konečné čtvrté místo a zůstali bez medaile.